# Saint-Jean-d'Arvey
Saint-Jean-d'Arvey is een gemeente in het Franse departement Savoie (regio Auvergne-Rhône-Alpes). De plaats maakt deel uit van het arrondissement Chambéry. Saint-Jean-d'Arvey telde op 1 januari 2022 1.704 inwoners.

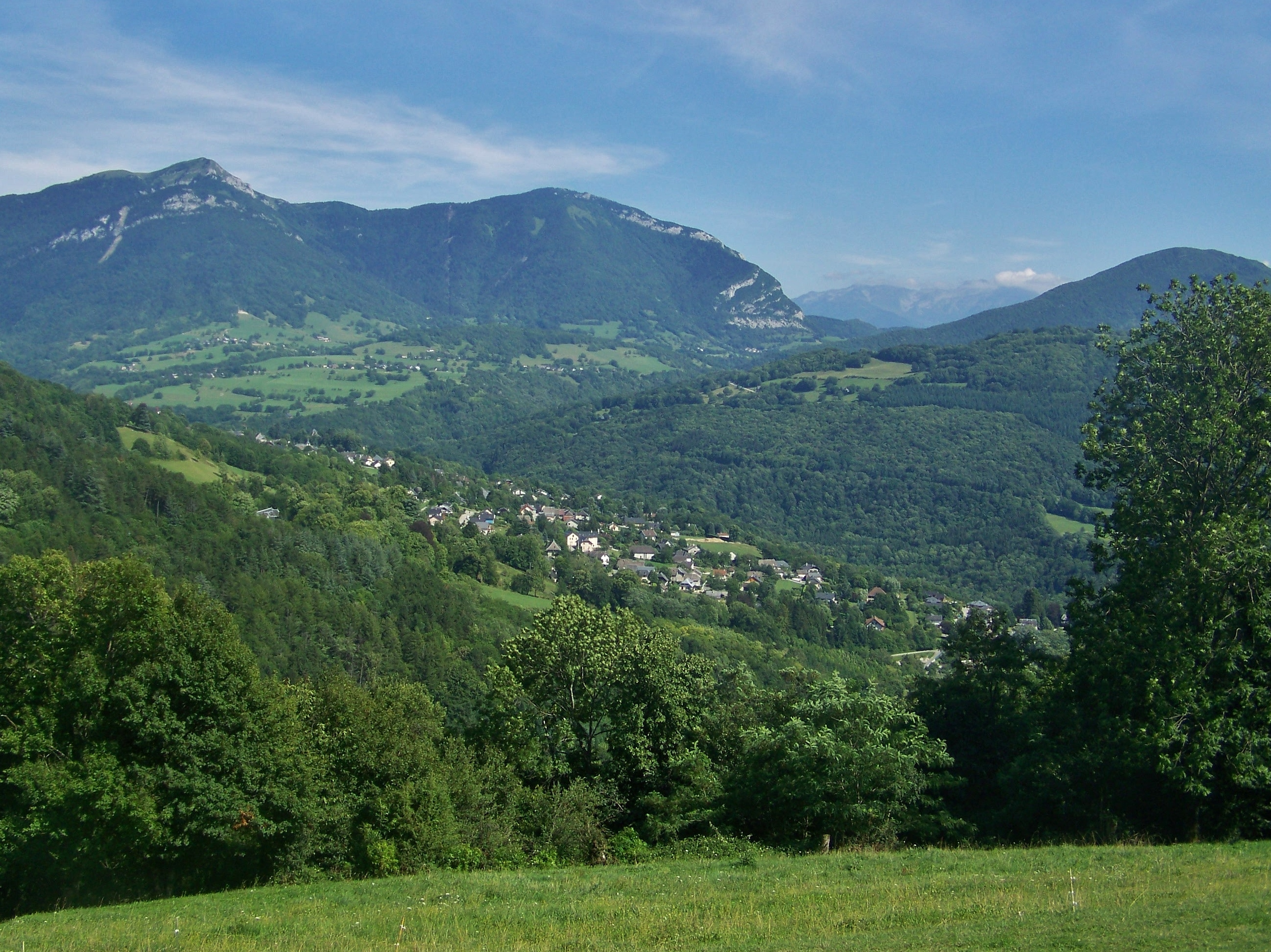
Saint-Jean-d'Arvey
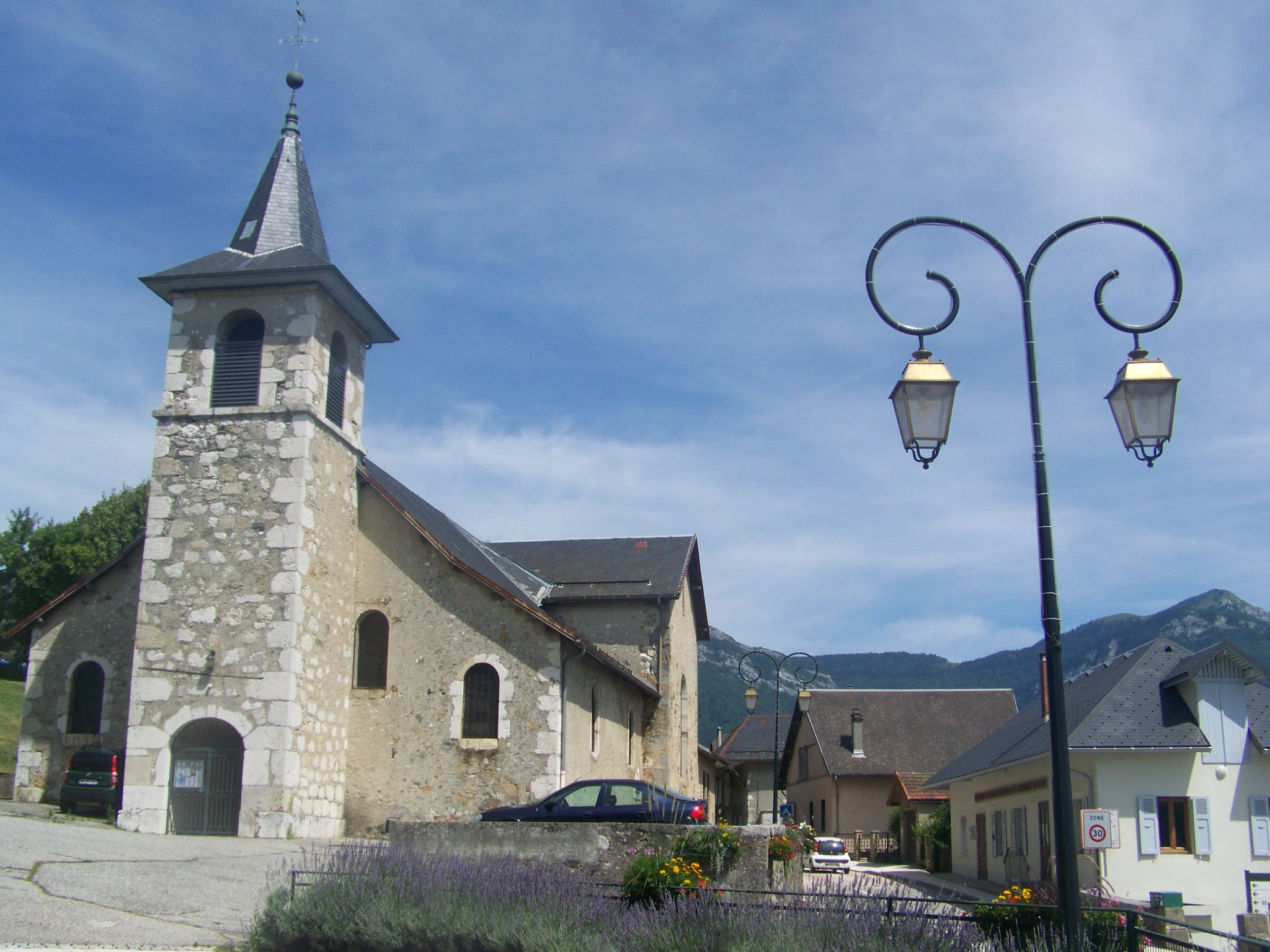
Kerk van Saint-Jean-d'Arvey

## Geografie
De oppervlakte van Saint-Jean-d'Arvey bedroeg op 1 januari 2022 13,01 vierkante kilometer; de bevolkingsdichtheid was toen 131 inwoners per km².

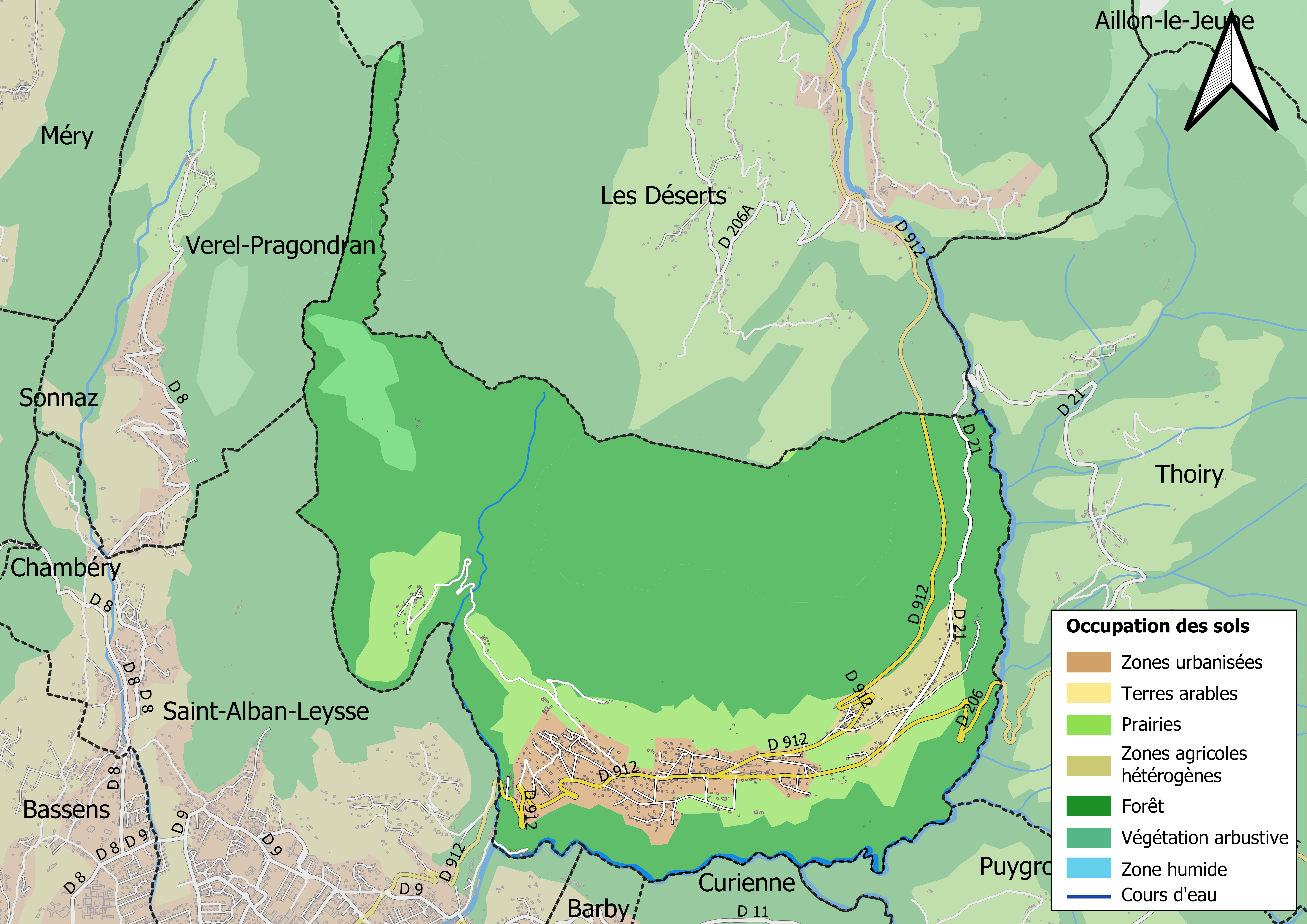
Kaart van de gemeente met de belangrijkste infrastructuur, bodemgebruik en omliggende gemeenten

## Demografie
Onderstaande figuur toont het verloop van het inwonertal (bron: INSEE-tellingen).